# Zeuktophyllum suppositum
Zeuktophyllum suppositum är en isörtsväxtart som först beskrevs av L. Bol., och fick sitt nu gällande namn av Nicholas Edward Brown. Zeuktophyllum suppositum ingår i släktet Zeuktophyllum och familjen isörtsväxter. Inga underarter finns listade i Catalogue of Life.